# Sarah Chronis
Sarah Chronis (Amsterdam, 27 augustus 1986) is een Nederlands actrice.

## Loopbaan
Na het afronden van de havo besloot Chronis drie maanden te werken als vrijwilliger in een Braziliaans weeshuis. Terug in Nederland kreeg ze de rol van Emma Romein in Het Glazen Huis, maar dat werd na een paar maanden van de buis gehaald. Hierna ging ze naar het conservatorium om zang te studeren, maar na een jaar besloot ze dat dit te veel was toegespitst op jazz en stopte met de opleiding. Begin 2006 kreeg ze een gastrol in Onderweg naar Morgen en was ze een maand lang te zien als Dionne van Dam.
Eind 2006 keerde ze terug in Onderweg naar Morgen maar dan als Eva Persijn. Van deze rol nam ze op 23 februari 2009 afscheid.
In 2019 deed Sarah Chronis mee aan het 19e seizoen van Wie is de Mol? waarin ze Merel Westrik ontmaskerde als 'de Mol' en daarmee het seizoen won.
Chronis is te zien geweest als de slechte Sharpay Evans in de reizende musical High School Musical en speelde daarnaast in televisieseries, onder andere Oppassen!!!, Kinderen geen bezwaar, Flow, Shouf Shouf! en Goede tijden, slechte tijden.
In mei 2019 speelde Chronis samen met haar vriend Kay Greidanus in de televisieserie Nieuwe buren, waar ze tevens een koppel in speelden.
Sarah Chronis is afgestudeerd aan de Toneelacademie Maastricht.

## Privé
Chronis is een dochter van actrice Adriënne Kleiweg en ontwerper Jorgos Chronis, en de zus van actrice Iwana Chronis en dj Mason: Iason Chronis. Chronis heeft sinds 2013 een relatie met acteur Kay Greidanus. Samen kregen zij twee kinderen; een zoon in 2021 en een dochter in 2023.

## Televisie & film

### Als actrice
- Oppassen!!! (aflevering Oppasopa's) - Karen (1997)
- Oppassen!!! (aflevering Stilte a.u.b.) - Katja (2002)
- Rozengeur & Wodka Lime - Loretta Danze (12 afleveringen, 2004)
- Het Glazen Huis - Emma Romein (vaste rol 2005)
- Onderweg naar Morgen - Dionne van Dam (gastrol, 2006) / Eva Persijn (2006-2009)
- Shouf Shouf! - Nancy (gastrol, 2007)
- Flow (serie NPS) - Lana (vaste rol, 2008)
- Taxi 656 (telefilm) - zingend meisje (2008)
- High School Musical - Sharpay Evans (2009)
- Truman (televisieprogramma BNN) - als zichzelf (2011)
- Kinderen geen bezwaar - Lidewij (2011)
- Seinpost Den Haag (KRO) - Natascha (2011)
- De Vagina Monologen - vrouw 3 (2012)
- Alleen Maar Nette Mensen (2012)
- Bloedlink - Laura Temming (2014)
- Flikken Maastricht (gastrol 2014)
- Meiden van de Herengracht - Hannah Hamel (2015)
- Alles voor elkaar - Nicole (2017)
- Flikken Rotterdam (gastrol 2017)
- Zwaar verliefd! - Marleen (2018)
- Bon Bini Holland 2 - moeder van gezin (2018)
- Suspects - Aleid van Rossum (2018)
- Goede tijden, slechte tijden - Romy Dublois (2019)
- Nieuwe buren - Sophie van Velzen (2019)
- DNA - Josje de Wit (2019)
- Zwaar verliefd! 2 - Marleen (2020)
- Het Sinterklaasjournaal - Juf Marjolijn (2020)
- Boeien - Maartje (2022)
- Fijn Weekend - Titia (2023)
- Oei, ik groei! - Roos (2023)
- Goudappels - Leonie (2024)
- Eén grote familie - Gwen (2025)

### Als zichzelf
- Kinderen voor Kinderen - Zangeres (1997)
- Jensen! - Geïnterviewde (2007)
- Ik kom bij je eten - Deelnemer (2009)
- Wie is de Mol? - Winnares (2019)